# Andipatti Jakkampatti
Andipatti Jakkampatti es una ciudad y nagar Panchayat situada en el distrito de Theni en el estado de Tamil Nadu (India). Su población es de 27280 habitantes (2011). Se encuentra a 17 km de Theni y a 62 km de Madurai.

## Demografía
Según el censo de 2011 la población de Andipatti Jakkampatti era de 27280 habitantes, de los cuales 13624 eran hombres y 13633 eran mujeres. Andipatti Jakkampatti tiene una tasa media de alfabetización del 85,35%, superior a la media estatal del 80,09%: la alfabetización masculina es del 92,45%, y la alfabetización femenina del 78,34%.